# Halysidota lucia
Halysidota lucia är en fjärilsart som beskrevs av Embrik Strand 1919. Halysidota lucia ingår i släktet Halysidota och familjen björnspinnare. Inga underarter finns listade i Catalogue of Life.